# Oncocnemis meadiana
Oncocnemis meadiana là một loài bướm đêm trong họ Noctuidae.